# Buridrillia
Buridrillia é um gênero de gastrópodes pertencente a família Pseudomelatomidae.

## Espécies
- Buridrillia deroyorum Emerson & McLean, 1992
- †Buridrillia panarica (Olsson, 1942)